# Bogdan Mazurek

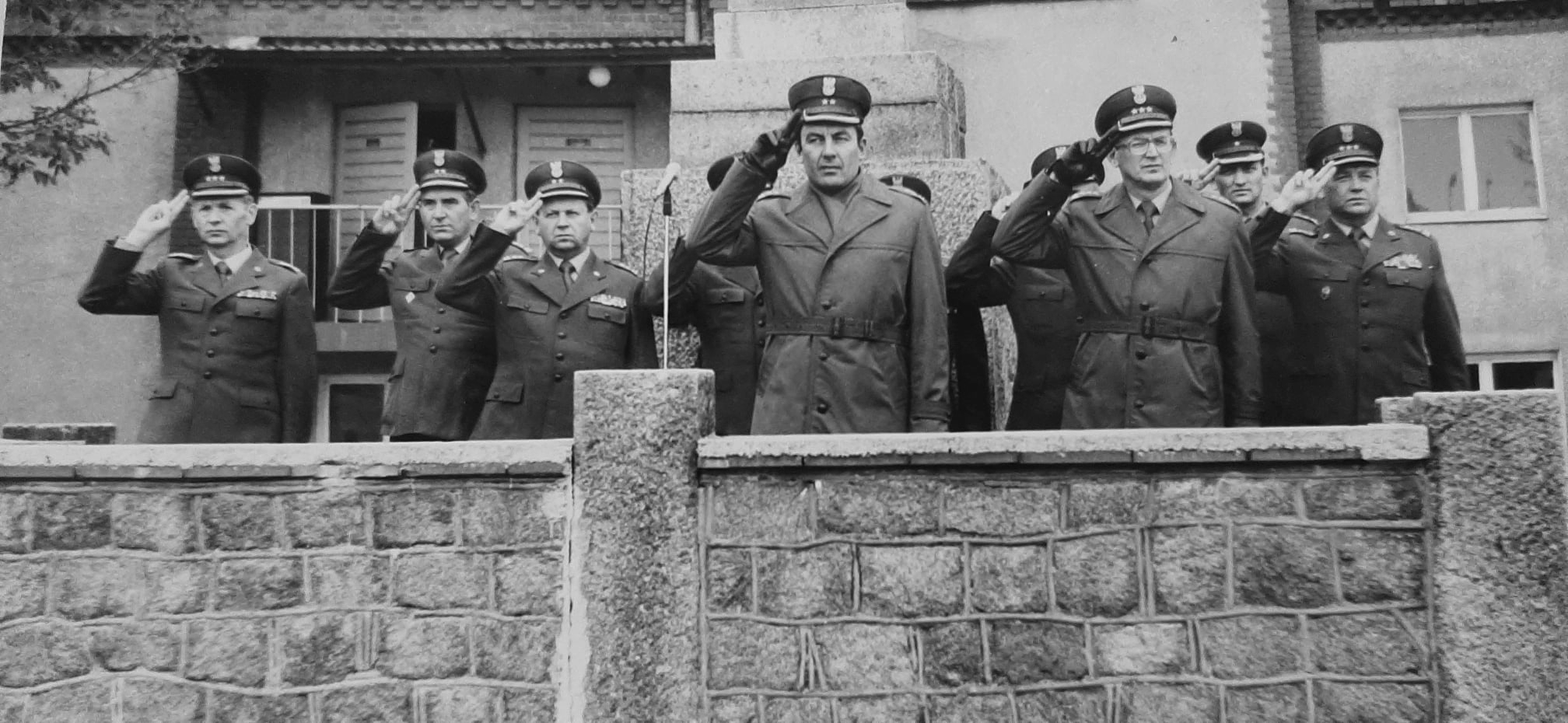
Komenda OS WOP oddająca honory pododdziałom podczas rozprowadzenia. Na pierwszym planie od lewej: 1. ppłk Ryszard Bartoszewicz (k-nt OS WOP), 2. płk Bogdan Mazurek (z-ca k-dta OS WOP ds. polit.) (1978)

Bogdan Zygmunt Mazurek (ur. 24 lutego 1933 w Piaskach Niemojewskich, obecnie część Lututowa, zm. 20 sierpnia 2019 w Kętrzynie) – polski żołnierz Wojsk Ochrony Pogranicza w stopniu pułkownika, działacz państwowy i partyjny, w latach 1981–1989 przewodniczący Prezydium Wojewódzkiej Rady Narodowej w Olsztynie.

## Życiorys
Urodził się w ubogiej rodzinie jako piąty z dziewięciorga rodzeństwa (siedmiu braci i dwie siostry). Od 1940 do 1945 przebywał na robotach przymusowych w Schmerlitz w III Rzeszy. Powrócił wraz z rodziną do Polski w 1945, zamieszkując w Świebodzinie. W młodości trenował lekkoatletykę. Podjął naukę w szkole, którą przerwał po 10 klasie (maturę zdał w 1957). W 1951 wstąpił do rocznej Oficerskiej Szkoły Wojska Ochrony Pogranicza w Kętrzynie, gdzie zakwalifikowano go na kurs polityczny. Szkołę ukończył z wyróżnieniem w 1952 jako podpułkownik. W kolejnych latach został też absolwentem Kursu Doskonalenia Oficerów w Wojskowej Akademii Politycznej w Warszawie (1957), Wydziału Historyczno-Socjologicznego Wyższej Szkoły Nauk Społecznych przy KC PZPR (magisterium w 1967), studiów podyplomowych z pedagogiki i dydaktyki wojskowej (1975) oraz kursu taktyczno-operacyjnego (1975).
W 1952 służył w 19 Brygadzie WOP, później odbywał m.in. ćwiczenia „Wybrzeże 1969” w Bałtyckiej Brygadzie WOP. Został zatrudniony jako wykładowca historii Polski w Centrum Szkolenia WOP w Kętrzynie, gdzie przeszedł kolejne szczeble kariery od wykładowcy, starszego wykładowcy, kierownika cyklu szkolenia przedmiotów społeczno-politycznych, zastępcy Komendanta oraz od 1985 do sierpnia 1990 – komendanta. W 1990 przeszedł w stan spoczynku.
Od 1952 należał do Polskiej Zjednoczonej Partii Robotniczej. Od 1984 członek Komitetu Wojewódzkiego PZPR w Olsztynie, od 1986 do 1986 zasiadał w jego egzekutywie. Przez trzy kadencje radny Wojewódzkiej Rady Narodowej w Olsztynie, był przewodniczącym jej Prezydium od 4 listopada 1981 do jesieni 1989, kiedy zastąpiła go Irena Mierzejewska-Grabowska. Działał ponadto społecznie, kierował sekcją lekkiej atletyki w klubie Granica Kętrzyn oraz należał do stowarzyszeń żeglarskich i Polskiego Towarzystwa Turystyczno-Krajoznawczego.

## Życie prywatne
Syn Leona i Anny. Od 1954 był żonaty z Barbarą z domu Pińską. 23 sierpnia 2019 pochowano go w rodzinnym grobowcu.

## Odznaczenia
Wyróżniany m.in. Krzyżem Komandorskim i Kawalerskim Orderu Odrodzenia Polski, Medalem Komisji Edukacji Narodowej, Złotym Krzyżem Zasługi, Złotym Medalem „Za zasługi dla obronności kraju”, Złotym Medalem „Siły Zbrojne w Służbie Ojczyzny”, Złotą Odznaką „Za zasługi w obronie granic PRL”, Złotą Odznaką „W Służbie Narodu”, Odznaką „Za Zasługi dla Obrony Cywilnej”, Odznaką honorową „Zasłużony dla Warmii i Mazur”, Odznaką „Zasłużony Działacz Kultury”, Krzyżem „Za Zasługi dla ZHP” oraz Odznaką „Zasłużony Działacz LOK”.